# Древесное волокно

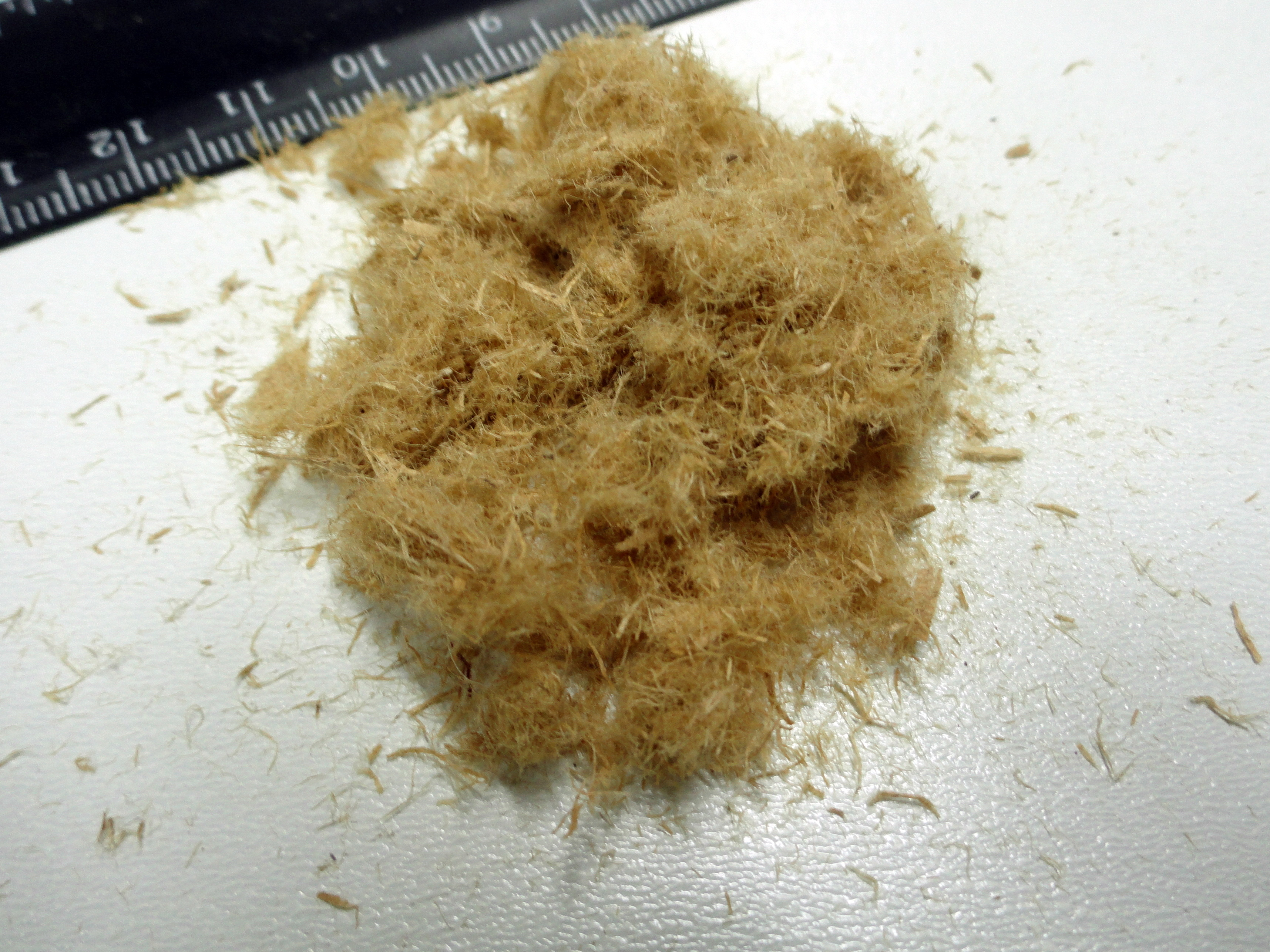
Древесное волокно

Древе́сное волокно́ — представляет собой длинные одревесневшие клетки дерева.
Древесное волокно используется для изготовления различных материалов: бумаги, картона, ткани, ДВП и т. д.
Тип изделия диктует вид или смесь видов древесных волокон, которые лучше всего подходят для обеспечения желаемых характеристик, а также диктует необходимую обработку волокна: химическую обработку, термообработку, механическую обработку, «чистку» или рафинирование и т. п.
Древесное волокно в основном получают из древесины лиственных и хвойных пород деревьев. Древесное волокно может быть получено в качестве первичного продукта непосредственно из древесины или из отходов лесопиления и деревообработки. Также древесные волокна также могут быть изготовлены из макулатуры.

## Технология производства древесного волокна
Технология получения волокна заключается в выделении из древесной массы натурального древесного волокна. Форма и габариты волокна при этом полностью зависят от сорта древесины.
Чтобы разорвать связи между волокнами у древесины используются специальные мельничные аппараты: дефибраторы или рефинерами. Процесс осуществляется при 80% влажности и температуре 100 °С.

## Области применения древесного волокна

### Производство бумаги
Древесные волокна обрабатывают, комбинируя их с другими добавками, которые разрушают волокна в губчатую массу, называемую пульпой. Затем целлюлозу обрабатывают, и массу мелких волокон прессуют, превращая в бумагу.

### Производство строительных материалов

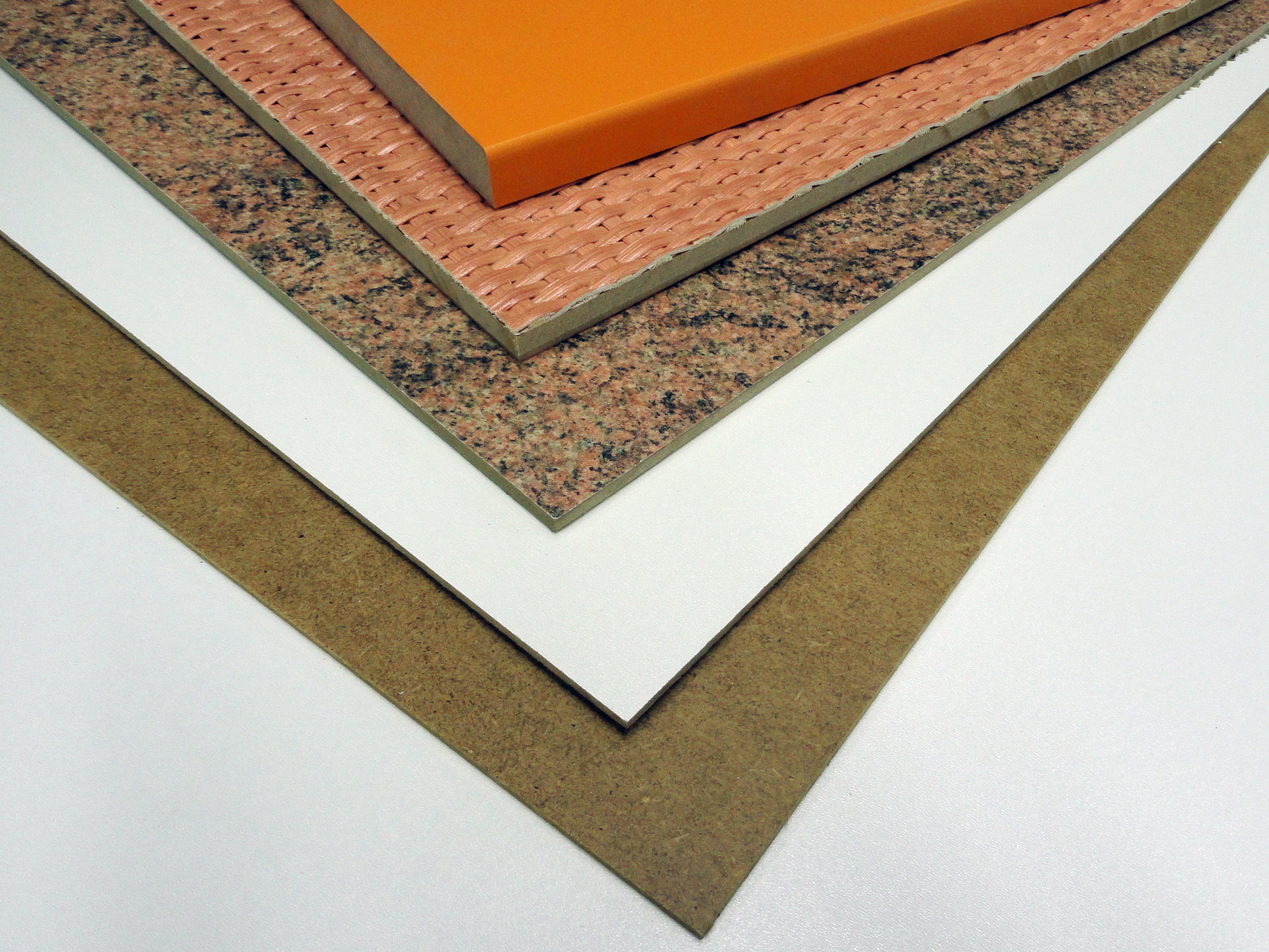
Имеющие различное покрытие древесноволокнистые плиты из прессованного древесного волокна

Древесные волокна могут быть прессованы в твердые плоские плиты, которые могут использоваться как менее дорогая альтернатива массивной древесине или фанере в ситуациях, не требующих особой конструкционной прочности.

### Гидропоника
Древесные волокна могут использоваться в качестве субстрата в гидропонике. Древесная шерсть и древесная щепа использовались в качестве субстрата с самых ранних дней исследований в гидропонике.

### Производство композитных материалов
Древесные волокна могут сочетаться с термопластами для создания прочных водонепроницаемых изделий для наружного применения, таких как палубные доски или уличная мебель.